# Rejon okiński
Rejon okiński (ros. Окинский район; bur. Ахын аймаг) – rejon w azjatyckiej części Rosji, wchodzący w skład Republiki Buriacji. Stolicą rejonu jest Orlik (2,0 tys. mieszkańców). Rejon został utworzony 26 maja 1940 roku.

## Położenie
Rejon zajmuje powierzchnię 26 012 km². Położony jest w zachodniej części Republiki Buriacji, przy granicy z Mongolią. Na terenie rejonu znajdują się źródła rzeki Oka (stąd nazwa rejonu).

## Ludność
Rejon zamieszkany jest przez 5 199 osób (2007 r.). Średnia gęstość zaludnienia w rejonie wynosi 0,2 os./km².

## Podział administracyjny
Rejon podzielony jest na 4 osiedla typu wiejskiego.
| Nazwa osiedla wiejskiego                         | Ośrodki administracyjne |
| ------------------------------------------------ | ----------------------- |
| Sajanskoje (Саянское сельское поселение)         | Sajany (Саяны)          |
| Burungolskoje (Бурунгольское сельское поселение) | Hużir (Хужир)           |
| Orlikskoje (Орликское сельское поселение)        | Orlik (Орлик)           |
| Sojotskoje (Сойотское сельское поселение)        | Sorok (Сорок)           |